# 유화 (후한)
유화(劉和, ?~?)는 후한의 유주목 유우(劉虞)의 아들이며, 청주 동해군 담현 사람이다.

## 생애
헌제의 시중을 들었다. 191년 동탁(董卓)의 장안 천도 후, 낙양으로 돌아오려 하는 헌제(獻帝)로부터 유우의 출병을 재촉하는 명을 받들고 유주(幽州)로 향하던 도중, 원술(袁術)을 방문하여 유우의 군세와 원술의 군세를 합쳐서 함께 헌제탈환을 노리는 계책을 세웠다.
그러나, 유화는 원술에게 군세를 빼앗기고 신변도 억류되었다. 후에 원술에게서 벗어나지만, 원소(袁紹)에게 구류되었다.